# Macrosarisa capacis
Macrosarisa capacis is een mosselkreeftjessoort uit de familie van de Macrocyprididae. De wetenschappelijke naam van de soort is voor het eerst geldig gepubliceerd in 1990 door Maddocks.